# 袁貴人 (清聖祖)
袁貴人（？—1719年）出身暫不詳，清朝康熙帝之貴人。

## 生平
目前並不清楚袁氏是在何時、以何情況被康熙帝收為後宮主位。康熙二十八年十二年初七日亥時，生皇十四女和碩愨靖公主。康熙四十六年，位分等級在貴人級以下且不明身份的後宮主位有牛常在、查常在、堯常在及大答應十人，袁氏或已在其中。康熙五十八年八月十二日戌時，在景山養病的袁常在去世，八月十三日申時入殮，八月十九日卯時，因朝陽門外大章京孫衛善花園內的房屋傾斜且牆院俱倒塌而移送至有三間空房的曹八里屯殯宮暫厝。相關部門詢問要按照何例辦理，康熙帝朱批曰：「照辛貴人例，免祭文、儀仗，余依儀」。十月十一日辰時，袁常在靈柩移送至淑勒妃園寢，十一月二十九日未時，暫安於依照新貴人之例新造的木板房內。同年十二月，奉安景陵妃園寢，其寶頂位於第六排左邊第五位，而地宮僅為常在級規格。袁常在何時被追封為袁貴人暫不詳。

## 備註
1. ↑   淑勒妃即為聖祖慧妃博爾濟吉特氏，因此淑勒妃園寢即為日後的景陵妃園寢。